# Betula dahurica
Betula dahurica là một loài thực vật có hoa trong họ Betulaceae. Loài này được Pall. mô tả khoa học đầu tiên năm 1784.

## Hình ảnh

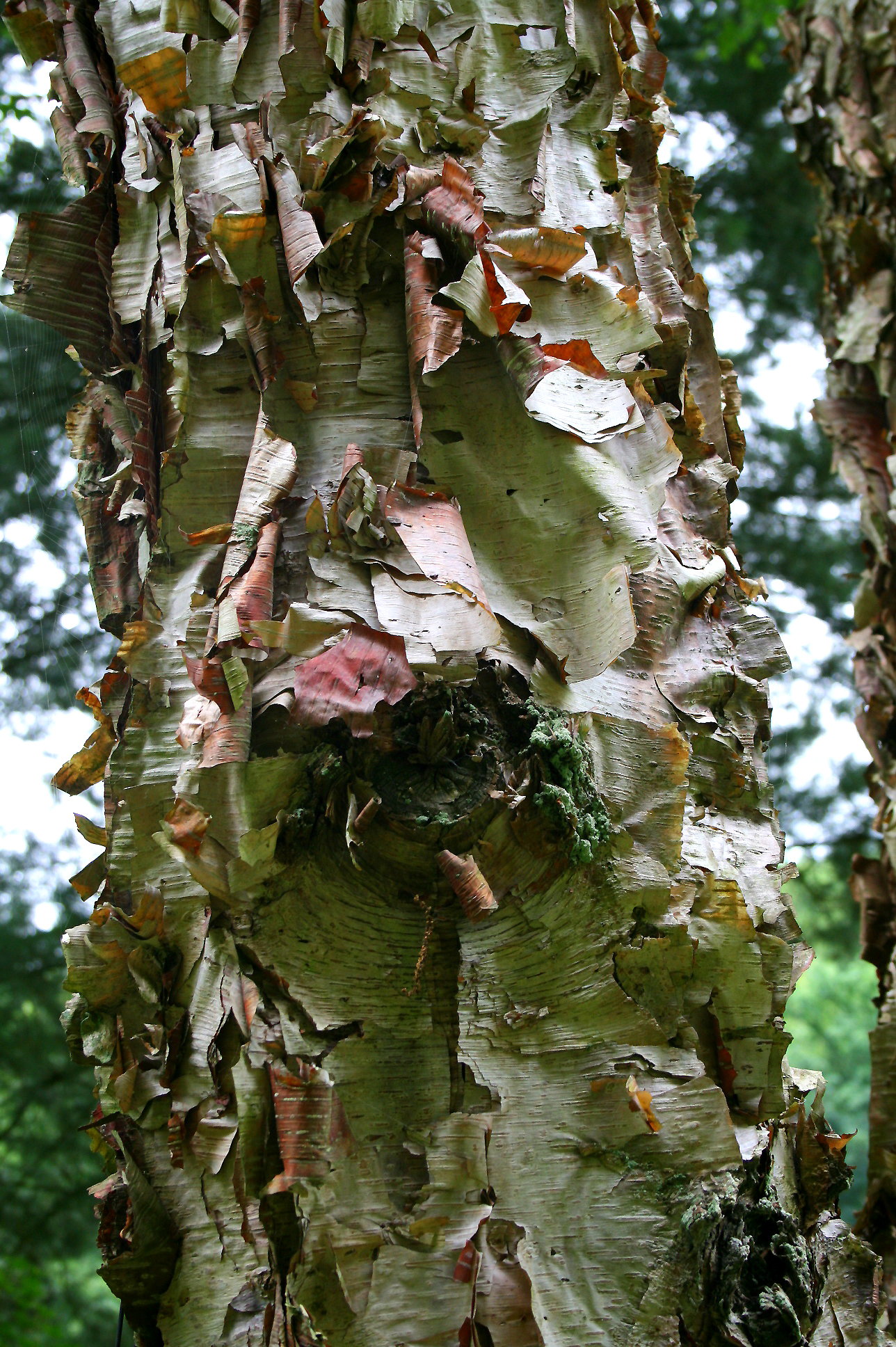
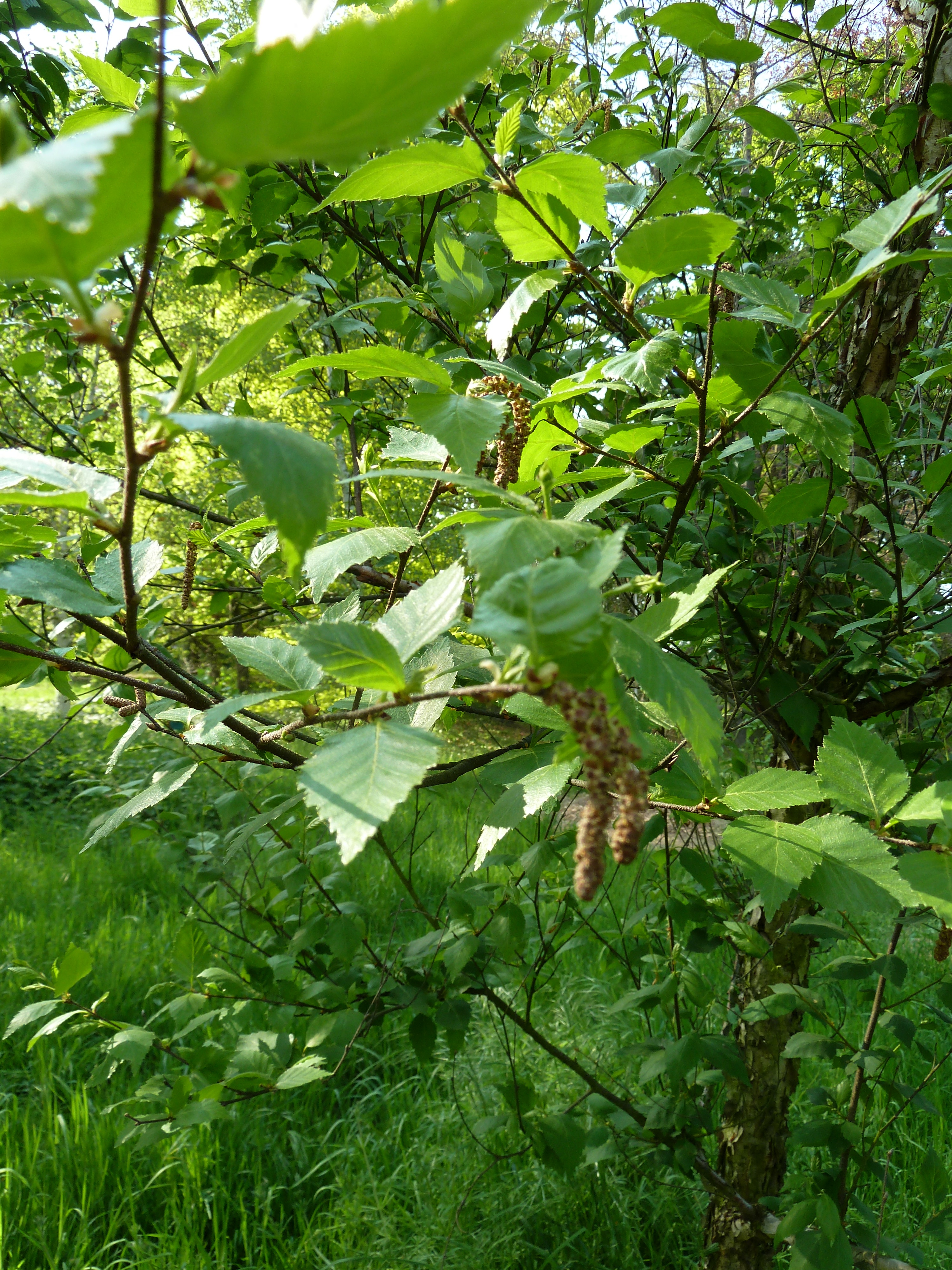
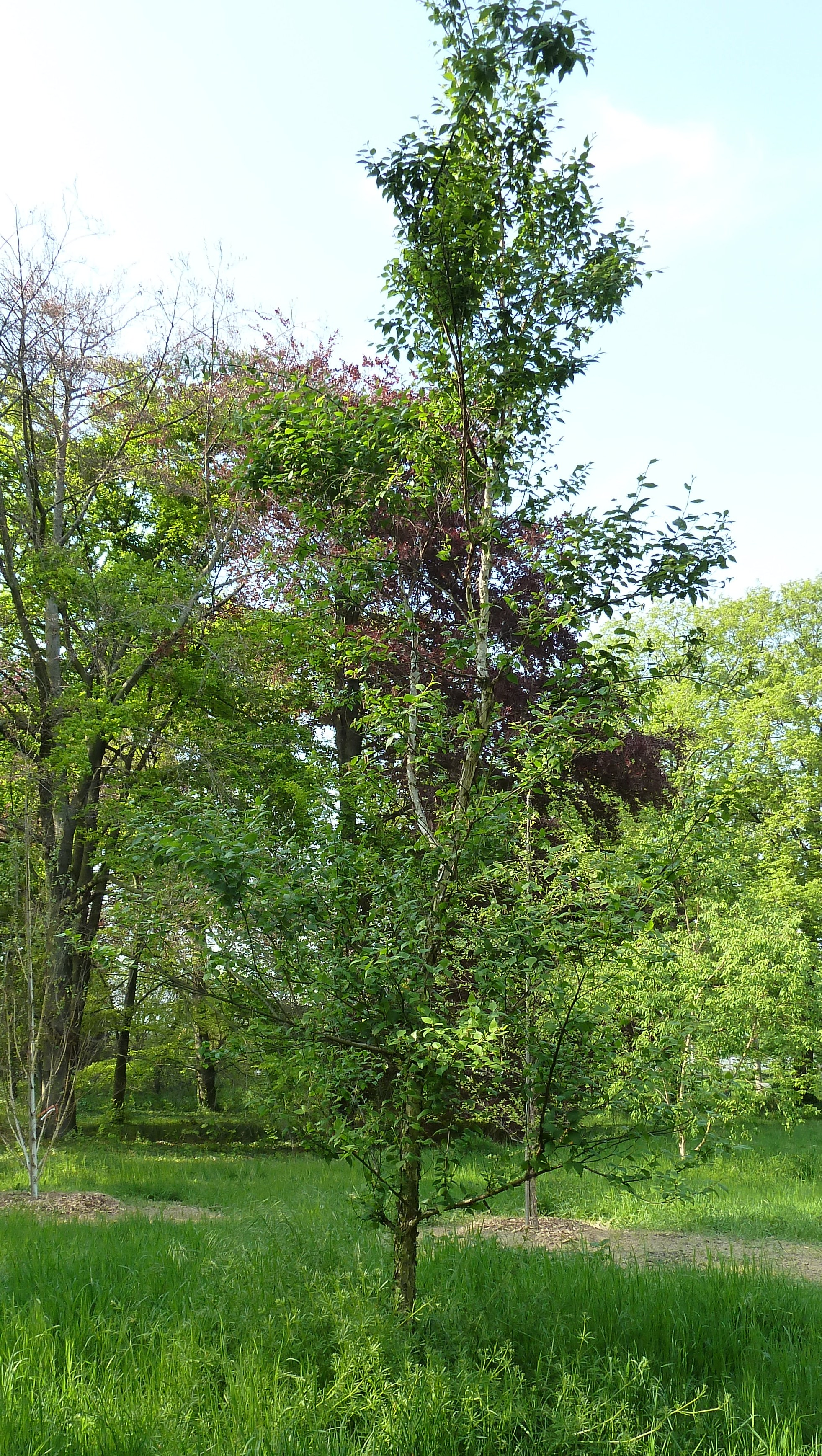
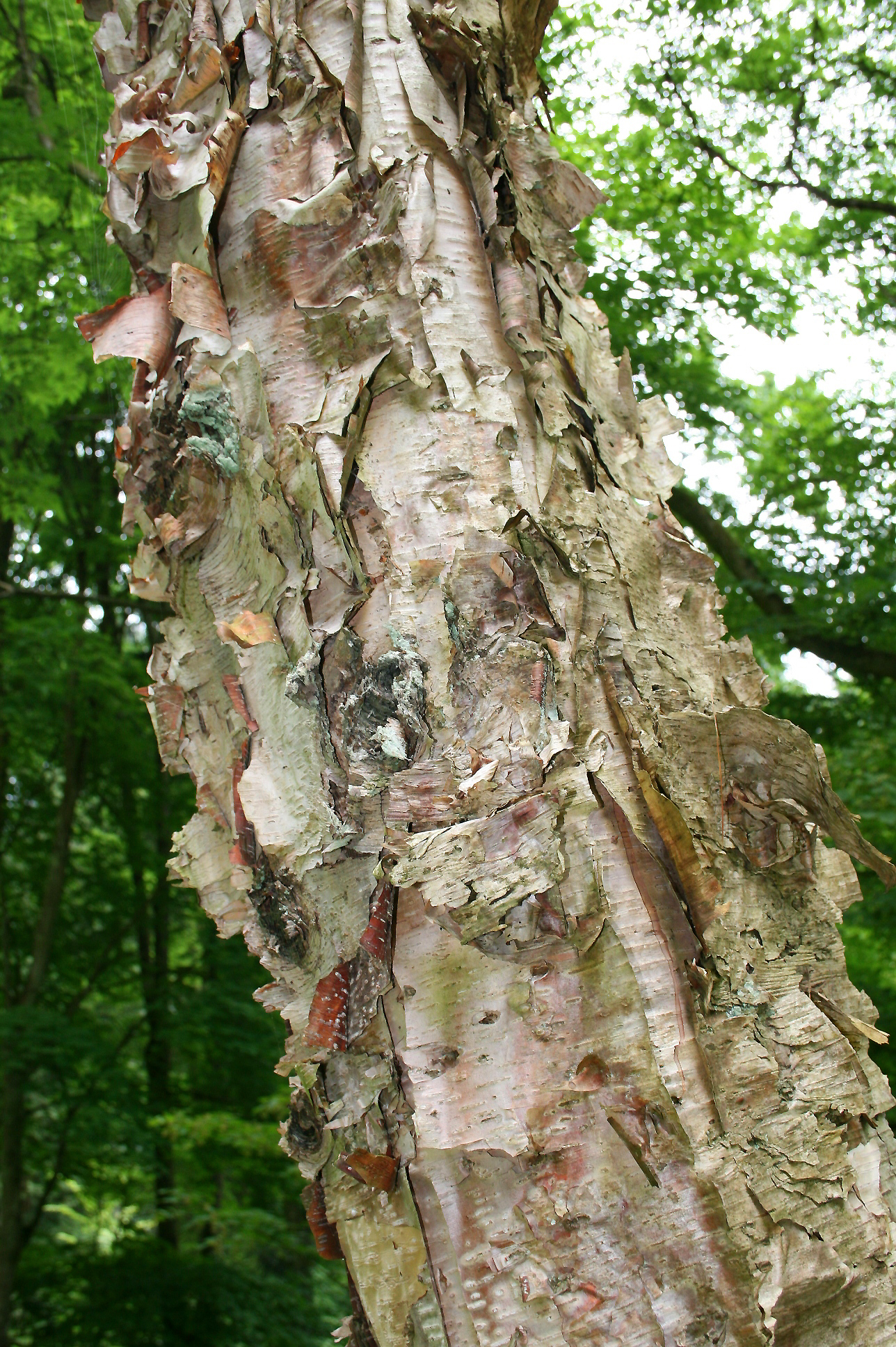